# 明春
明春（？—1886年），蒙古正红旗人，巴羽特氏。清朝政治人物。

## 生平
明春曾于咸丰四年接替马百庆任龙岩州知州一职，由丁嘉炜接任。同治年间以前锋跟随胜保征战河北，镇压太平军、捻军。跟随多隆阿西征陕回白彦虎。在肃州、安西、玉门、敦煌作战，官至副都统、哈密帮办大臣。光绪二年（1876年），升任哈密办事大臣，办理南疆善后，兴水利，劝农牧，助回民复业，有成效。光绪十二年（1886年）卒于官。